# Скупит
Скупит — минерал гидратированной формы оксида урана с эмпирической формулой (UO2)8O2(OH)12·12(H2O) или [(UO2)4|O|(OH)6]·6H2O, являющийся редким продуктом изменения уранинита в гидротермальных месторождениях урана. Может также образовываться непосредственно из янтинита. Минерал обычно представляет собой прозрачные или полупрозрачные жёлтые, лимонно-жёлтые, коричневато-жёлтые или янтарные ромбические кристаллов пластинчатой формы. Хотя встречается более 20 других кристаллических форм; изредка в микрокристаллических агрегатах. При воздействии воздуха скупит в течение нескольких месяцев превращается в метаскупитную форму (UO3·nH2O, n < 2).
Твёрдость 2.5, плотность 4.8 г/см3, полоски жёлтого цвета.
Впервые был описан в образцах из шахты Шинколобве в Бельгийском Конго в 1923 году. Известно несколько других месторождений.
Скупит был назван в честь Альфреда Скупа (1881—1966), профессора минералогии из Университета Гента, Бельгия.